# Camee van Nancy
De Camee van Nancy is een Romeinse camee uit de eerste eeuw met een voorstelling van een Romeinse keizer. De camee wordt bewaard in de Bibliothèque Stanislas van Nancy.

## Beschrijving
De camee is gemaakt van sardonyx en heeft een diameter van zeven centimeter. Ze is gemaakt van vier lagen; de onderste laag is geel en de volgende lagen zijn wit, bruin en melkachtig wit.
Ze stelt een zegevierende keizer voor, gezeten op een adelaar met de hoorn des overvloeds in een arm en een kroon in de andere. De camee is gemaakt in de jaren 60 n.C. en stelde waarschijnlijk keizer Nero voor. Het gezicht van de keizer werd waarschijnlijk enkele decennia later aangepast om op keizer Caracalla te lijken, met een dunnere nek en een behaard gezicht.

## Herkomst
De camee was in de 15e eeuw in het bezit van René I van Anjou, die een groot kunstliefhebber was en regelmatig sieraden aankocht. Van de aankoop van deze camee zijn echter geen sporen gevonden. In 1471 gaf René I de opdracht om een gouden reliekhouder in de vorm van een hand te maken, bestemd voor de kerk van Saint-Nicolas-de-Port in Lotharingen. Sint-Nicolaas was de beschermheilige van deze kerk en is ook de beschermheilige van de gevangenen. Op dat moment was Renés dochter Margaretha als koningin opgesloten in Engeland. 
Renés opvolger René II schonk de reliekarm, waarvan de basis versierd was met juwelen, aan de kerk. Op een zijde was de camee van Nancy bevestigd, op de andere zijde een Romeinse camee met een voorstelling van een naakte Venus. De reliekarm werd gedurende drie eeuwen bewaard in de kerk van Saint-Nicolas-de-Port.
Na de Franse Revolutie werden de cameeën verwijderd. De Venus kwam terecht in de Bibliothèque nationale de France en de Nero, de camee van Nancy, in de Bibliothèque Stanislas.